# Francesco di Paola Villadecani
Francesco di Paola Villadecani (né le 22 février 1780 à Messine en Sicile, et mort le 13 juin 1861 à Messine) est un cardinal italien du XIXe siècle. 

## Biographie
Villadecani est élu évêque titulaire d'Orthosias-en-Carie (de) en 1820 et archevêque de Messine en 1823. Le pape Grégoire XVI le crée cardinal lors du consistoire du 27 janvier 1843. Il ne participe pas au conclave de 1846, lors duquel Pie IX est élu pape.

## Source
- Fiche du cardinal sur le site de la FIU